# Miami Open 2022 - Qualificazioni singolare maschile
Testo in grassetto
Le qualificazioni del singolare maschile del Miami Open 2022 sono state un torneo di tennis preliminare per accedere alla fase finale della manifestazione. I vincitori dell'ultimo turno sono entrati di diritto nel tabellone principale. In caso di ritiro di uno o più giocatori aventi diritto a queste sono subentrati i lucky loser, ossia i giocatori che hanno perso nell'ultimo turno ma che avevano una classifica più alta rispetto agli altri partecipanti che avevano comunque perso nel turno finale.

## Teste di serie
1. João Sousa (primo turno)
2. Holger Rune (primo turno, ritirato)
3. Kevin Anderson (ultimo turno, lucky loser)
4. Yoshihito Nishioka (qualificato)
5. Peter Gojowczyk (ultimo turno)
6. Thanasi Kokkinakis (qualificato)
7. Jaume Munar (qualificato)
8. Denis Kudla (qualificato)
9. Daniel Elahi Galán (qualificato)
10. Tarō Daniel (qualificato)
11. Sam Querrey (primo turno)
12. Steve Johnson (ultimo turno)

1. Thiago Monteiro (primo turno)
2. Radu Albot (primo turno)
3. Stefan Kozlov (primo turno)
4. Andreas Seppi (ultimo turno)
5. Liam Broady (primo turno)
6. Aleksandar Vukic (primo turno)
7. Mats Moraing (primo turno, ritirato)
8. Vasek Pospisil (primo turno)
9. Elias Ymer (ultimo turno)
10. Ernesto Escobedo (ritirato)
11. Emilio Gómez (qualificato)
12. Bjorn Fratangelo (ultimo turno)

## Qualificati
1. Fernando Verdasco
2. Michail Kukuškin
3. Mitchell Krueger
4. Yoshihito Nishioka
5. Emilio Gómez
6. Thanasi Kokkinakis

1. Jaume Munar
2. Denis Kudla
3. Daniel Elahi Galán
4. Tarō Daniel
5. Jeffrey John Wolf
6. Jack Sock

## Lucky loser
1. Kevin Anderson

## Tabellone

### Legenda
| - Q = Qualificato - WC = Wild card - LL = Lucky loser | - ALT = Alternate - SE = Special Exempt - PR = Protected Ranking | - w/o = Walkover - r = Ritirato - d = Squalificato |

### Sezione 1
|  | Primo turno | Primo turno       | Primo turno    | Primo turno | Primo turno |  |  | Ultimo turno | Ultimo turno      | Ultimo turno      | Ultimo turno | Ultimo turno |  |
|  |             |                   |                |             |             |  |  |              |                   |                   |              |              |  |
|  | 1           | João Sousa        | 4              | 6           | 4           |  |  |              |                   |                   |              |              |  |
|  |             | Fernando Verdasco | 6              | 4           | 6           |  |  |              | Fernando Verdasco | Fernando Verdasco | 6            | 7            |  |
|  |             | Hugo Grenier      | Hugo Grenier   | 6           | 7           |  |  |              | Hugo Grenier      | Hugo Grenier      | 3            | 68           |  |
|  | 20          | Vasek Pospisil    | Vasek Pospisil | 4           | 65          |  |  |              |                   |                   |              |              |  |

### Sezione 2
|  | Primo turno | Primo turno        | Primo turno | Primo turno | Primo turno |  |  | Ultimo turno | Ultimo turno       | Ultimo turno       | Ultimo turno | Ultimo turno |  |
|  |             |                    |             |             |             |  |  |              |                    |                    |              |              |  |
|  | 2           | Holger Rune        | 1           | 0           | r           |  |  |              |                    |                    |              |              |  |
|  | WC          | Shintaro Mochizuki | 6           | 0           |             |  |  | WC           | Shintaro Mochizuki | Shintaro Mochizuki | 6            | 2            |  |
|  |             | Michail Kukuškin   | 4           | 7           | 6           |  |  |              | Michail Kukuškin   | Michail Kukuškin   | 7            | 6            |  |
|  | 14          | Radu Albot         | 6           | 67          | 2           |  |  |              |                    |                    |              |              |  |

### Sezione 3
|  | Primo turno | Primo turno      | Primo turno      | Primo turno | Primo turno |  |  | Ultimo turno | Ultimo turno     | Ultimo turno     | Ultimo turno | Ultimo turno |  |
|  |             |                  |                  |             |             |  |  |              |                  |                  |              |              |  |
|  | 3           | Kevin Anderson   | Kevin Anderson   | 6           | 6           |  |  |              |                  |                  |              |              |  |
|  |             | Alex Bolt        | Alex Bolt        | 3           | 4           |  |  | 3            | Kevin Anderson   | Kevin Anderson   | 65           | 5            |  |
|  |             | Mitchell Krueger | Mitchell Krueger | 6           | 6           |  |  |              | Mitchell Krueger | Mitchell Krueger | 7            | 7            |  |
|  | 15          | Stefan Kozlov    | Stefan Kozlov    | 2           | 2           |  |  |              |                  |                  |              |              |  |

### Sezione 4
|  | Primo turno | Primo turno         | Primo turno         | Primo turno | Primo turno |  |  | Ultimo turno | Ultimo turno        | Ultimo turno | Ultimo turno | Ultimo turno |  |
|  |             |                     |                     |             |             |  |  |              |                     |              |              |              |  |
|  | 4           | Yoshihito Nishioka  | Yoshihito Nishioka  | 6           | 6           |  |  |              |                     |              |              |              |  |
|  |             | Jahor Herasimaŭ     | Jahor Herasimaŭ     | 4           | 2           |  |  | 4            | Yoshihito Nishioka  | 2            | 7            | 6            |  |
|  |             | Christopher Eubanks | Christopher Eubanks | 6           | 6           |  |  |              | Christopher Eubanks | 6            | 6(1)         | 1            |  |
|  | 17          | Liam Broady         | Liam Broady         | 4           | 2           |  |  |              |                     |              |              |              |  |

### Sezione 5
|  | Primo turno | Primo turno            | Primo turno         | Primo turno | Primo turno |  |  | Ultimo turno | Ultimo turno    | Ultimo turno | Ultimo turno | Ultimo turno |  |
|  |             |                        |                     |             |             |  |  |              |                 |              |              |              |  |
|  | 5           | Peter Gojowczyk        | Peter Gojowczyk     | 6           | 6           |  |  |              |                 |              |              |              |  |
|  | PR          | Cedrik-Marcel Stebe    | Cedrik-Marcel Stebe | 2           | 2           |  |  | 5            | Peter Gojowczyk | 6            | 64           | 2            |  |
|  |             | Thiago Agustín Tirante | 64                  | 6           | 3           |  |  | 23           | Emilio Gómez    | 3            | 7            | 6            |  |
|  | 23          | Emilio Gómez           | 7                   | 4           | 6           |  |  |              |                 |              |              |              |  |

### Sezione 6
|  | Primo turno | Primo turno        | Primo turno        | Primo turno | Primo turno |  |  | Ultimo turno | Ultimo turno       | Ultimo turno       | Ultimo turno | Ultimo turno |  |
|  |             |                    |                    |             |             |  |  |              |                    |                    |              |              |  |
|  | 6           | Thanasi Kokkinakis | Thanasi Kokkinakis | 6           | 6           |  |  |              |                    |                    |              |              |  |
|  |             | Thomas Fabbiano    | Thomas Fabbiano    | 1           | 3           |  |  | 6            | Thanasi Kokkinakis | Thanasi Kokkinakis | 6            | 6            |  |
|  |             | Tomáš Macháč       | 6                  | 3           | 2           |  |  | 16           | Andreas Seppi      | Andreas Seppi      | 3            | 4            |  |
|  | 16          | Andreas Seppi      | 2                  | 6           | 6           |  |  |              |                    |                    |              |              |  |

### Sezione 7
|  | Primo turno | Primo turno         | Primo turno         | Primo turno | Primo turno |  |  | Ultimo turno | Ultimo turno | Ultimo turno | Ultimo turno | Ultimo turno |  |
|  |             |                     |                     |             |             |  |  |              |              |              |              |              |  |
|  | 7           | Jaume Munar         | Jaume Munar         | 6           | 6           |  |  |              |              |              |              |              |  |
|  | Alt         | Thiago Seyboth Wild | Thiago Seyboth Wild | 3           | 2           |  |  | 7            | Jaume Munar  | Jaume Munar  | 7            | 6            |  |
|  |             | Tennys Sandgren     | 7                   | 2           | 2           |  |  | 21           | Elias Ymer   | Elias Ymer   | 5            | 3            |  |
|  | 21          | Elias Ymer          | 67                  | 6           | 6           |  |  |              |              |              |              |              |  |

### Sezione 8
|  | Primo turno | Primo turno   | Primo turno | Primo turno | Primo turno |  |  | Ultimo turno | Ultimo turno  | Ultimo turno | Ultimo turno | Ultimo turno |  |
|  |             |               |             |             |             |  |  |              |               |              |              |              |  |
|  | 8           | Denis Kudla   | 65          | 6           | 6           |  |  |              |               |              |              |              |  |
|  | WC          | Gustavo Heide | 7           | 4           | 3           |  |  | 8            | Denis Kudla   | 7            | 2            | 6            |  |
|  | WC          | Ulises Blanch | 6           | 3           |             |  |  | WC           | Ulises Blanch | 68           | 6            | 3            |  |
|  | 19          | Mats Moraing  | 4           | 1           | r           |  |  |              |               |              |              |              |  |

### Sezione 9
|  | Primo turno | Primo turno        | Primo turno        | Primo turno | Primo turno |  |  | Ultimo turno | Ultimo turno       | Ultimo turno | Ultimo turno | Ultimo turno |  |
|  |             |                    |                    |             |             |  |  |              |                    |              |              |              |  |
|  | 9           | Daniel Elahi Galán | Daniel Elahi Galán | 6           | 6           |  |  |              |                    |              |              |              |  |
|  | WC          | Martin Damm        | Martin Damm        | 3           | 4           |  |  | 9            | Daniel Elahi Galán | 5            | 6            | 6            |  |
|  |             | Nicolás Kicker     | Nicolás Kicker     | 6           | 6           |  |  |              | Nicolás Kicker     | 7            | 3            | 4            |  |
|  | Alt         | Matthew Ebden      | Matthew Ebden      | 2           | 1           |  |  |              |                    |              |              |              |  |

### Sezione 10
|  | Primo turno | Primo turno      | Primo turno      | Primo turno | Primo turno |  |  | Ultimo turno | Ultimo turno     | Ultimo turno     | Ultimo turno | Ultimo turno |  |
|  |             |                  |                  |             |             |  |  |              |                  |                  |              |              |  |
|  | 10          | Tarō Daniel      | Tarō Daniel      | 6           | 6           |  |  |              |                  |                  |              |              |  |
|  |             | Max Purcell      | Max Purcell      | 2           | 2           |  |  | 10           | Tarō Daniel      | Tarō Daniel      | 6            | 7            |  |
|  |             | Jay Clarke       | Jay Clarke       | 2           | 1           |  |  | 24           | Bjorn Fratangelo | Bjorn Fratangelo | 1            | 64           |  |
|  | 24          | Bjorn Fratangelo | Bjorn Fratangelo | 6           | 6           |  |  |              |                  |                  |              |              |  |

### Sezione 11
|  | Primo turno | Primo turno       | Primo turno       | Primo turno | Primo turno |  |  | Ultimo turno | Ultimo turno      | Ultimo turno      | Ultimo turno | Ultimo turno |  |
|  |             |                   |                   |             |             |  |  |              |                   |                   |              |              |  |
|  | 11          | Sam Querrey       | Sam Querrey       | 4           | 3           |  |  |              |                   |                   |              |              |  |
|  | PR          | Jeffrey John Wolf | Jeffrey John Wolf | 6           | 6           |  |  | PR           | Jeffrey John Wolf | Jeffrey John Wolf | 6            | 6            |  |
|  |             | Dmitrij Popko     | 6                 | 4           | 6           |  |  |              | Dmitrij Popko     | Dmitrij Popko     | 4            | 4            |  |
|  | 13          | Thiago Monteiro   | 4                 | 6           | 4           |  |  |              |                   |                   |              |              |  |

### Sezione 12
|  | Primo turno | Primo turno      | Primo turno   | Primo turno | Primo turno |  |  | Ultimo turno | Ultimo turno  | Ultimo turno  | Ultimo turno | Ultimo turno |  |
|  |             |                  |               |             |             |  |  |              |               |               |              |              |  |
|  | 12          | Steve Johnson    | Steve Johnson | 6           | 6           |  |  |              |               |               |              |              |  |
|  | WC          | Michael Mmoh     | Michael Mmoh  | 3           | 3           |  |  | 12           | Steve Johnson | Steve Johnson | 2            | 2            |  |
|  |             | Jack Sock        | 6             | 2           | 6           |  |  |              | Jack Sock     | Jack Sock     | 6            | 6            |  |
|  | 18          | Aleksandar Vukic | 4             | 6           | 4           |  |  |              |               |               |              |              |  |